# Pantostomus pilosulus
Pantostomus pilosulus är en tvåvingeart som beskrevs av Hesse 1956. Pantostomus pilosulus ingår i släktet Pantostomus och familjen svävflugor. Inga underarter finns listade i Catalogue of Life.